# Fortune Center
El Fortune Center es un rascacielos ubicado en la ciudad china de Cantón. El edificio fue propuesto en 2008, y la construcción comenzó oficialmente en 2011. En 2014 se terminó la estructura del edificio y fue inaugurado en febrero de 2015. Con una altura de 309 metros es el sexto rascacielos más alto de la ciudad, después del Chow Tai Fook Centre, el Guangzhou International Finance Center, el CITIC Plaza, The Pinnacle y el Global City Square. Tiene 73 pisos destinados a oficinas.

## Galería

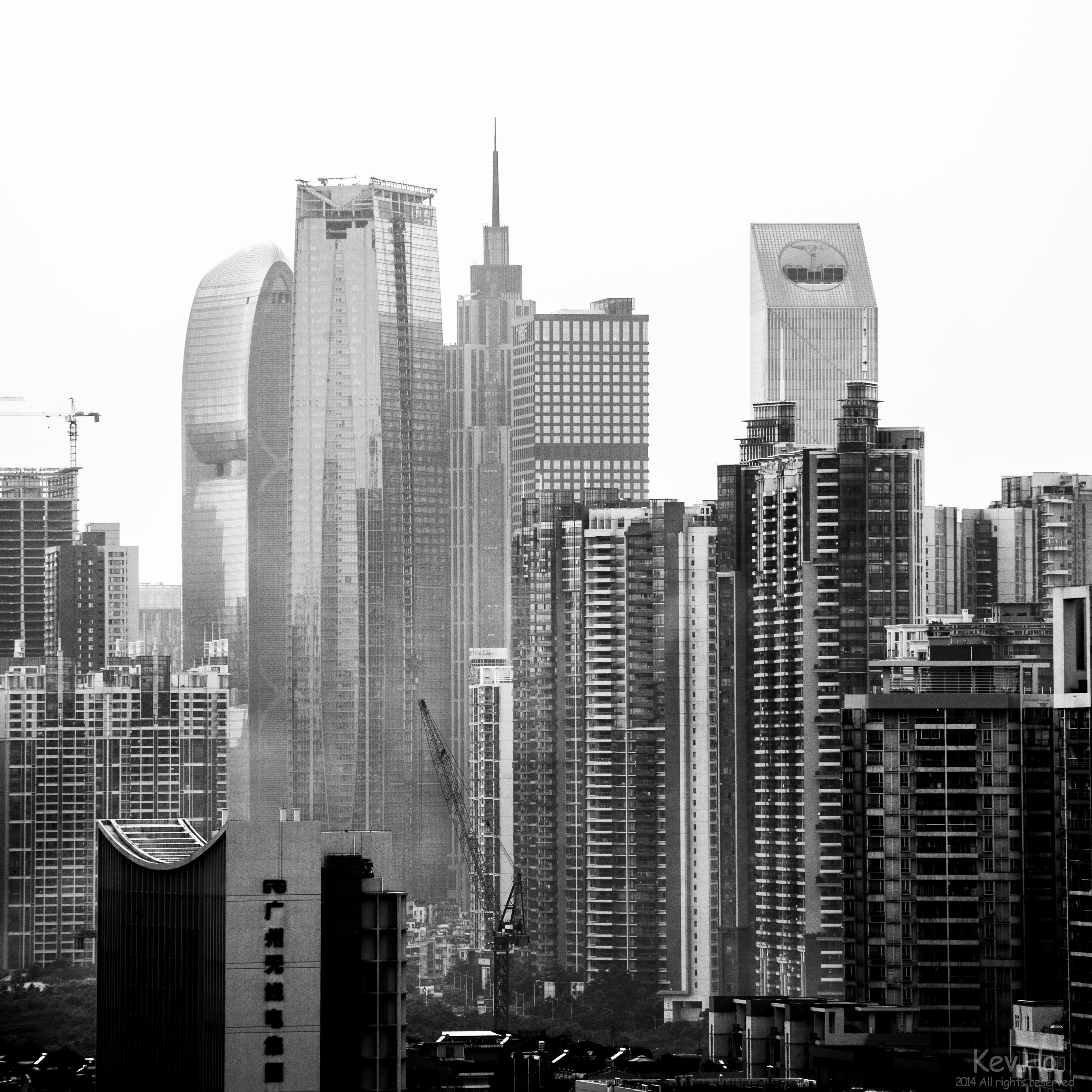
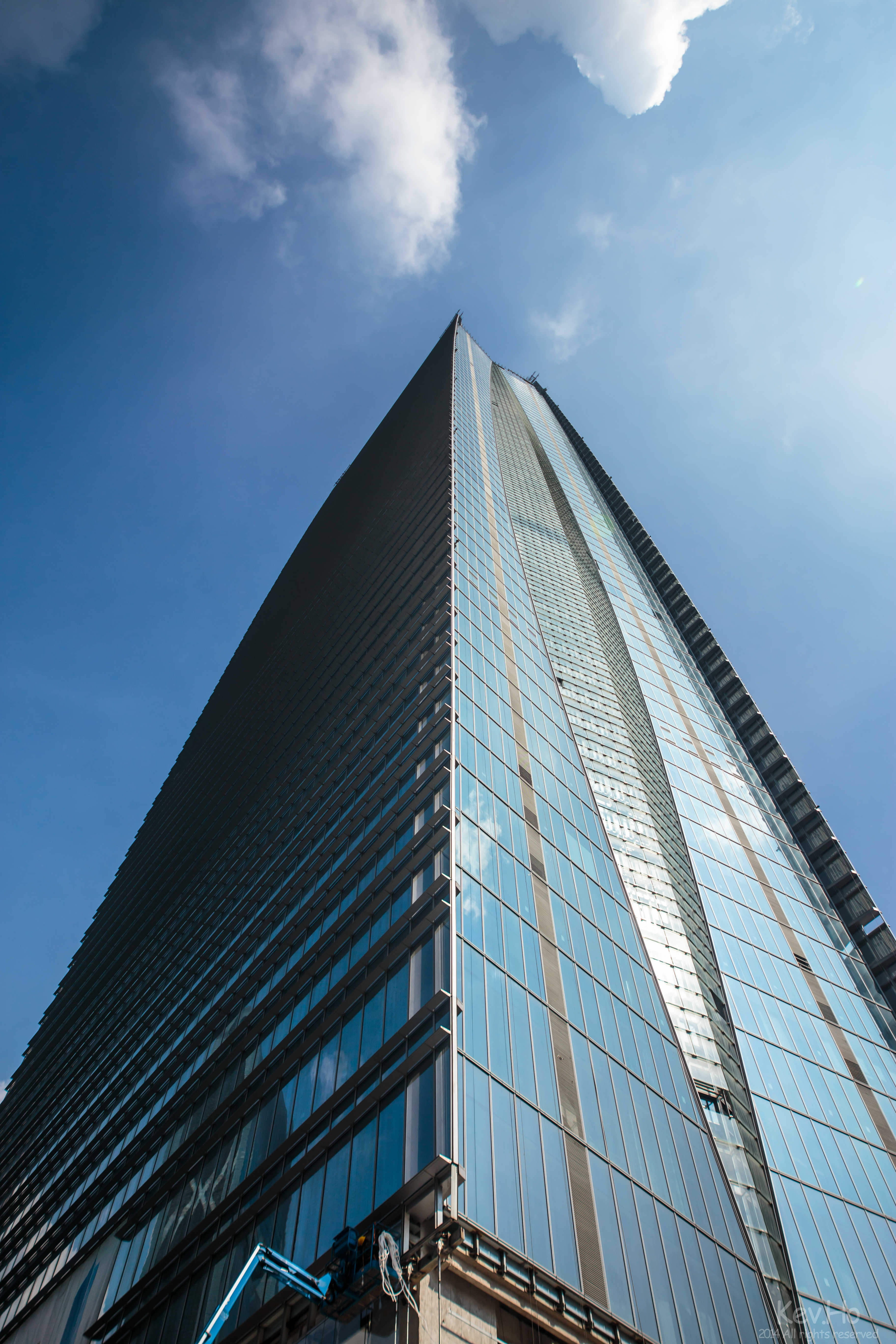
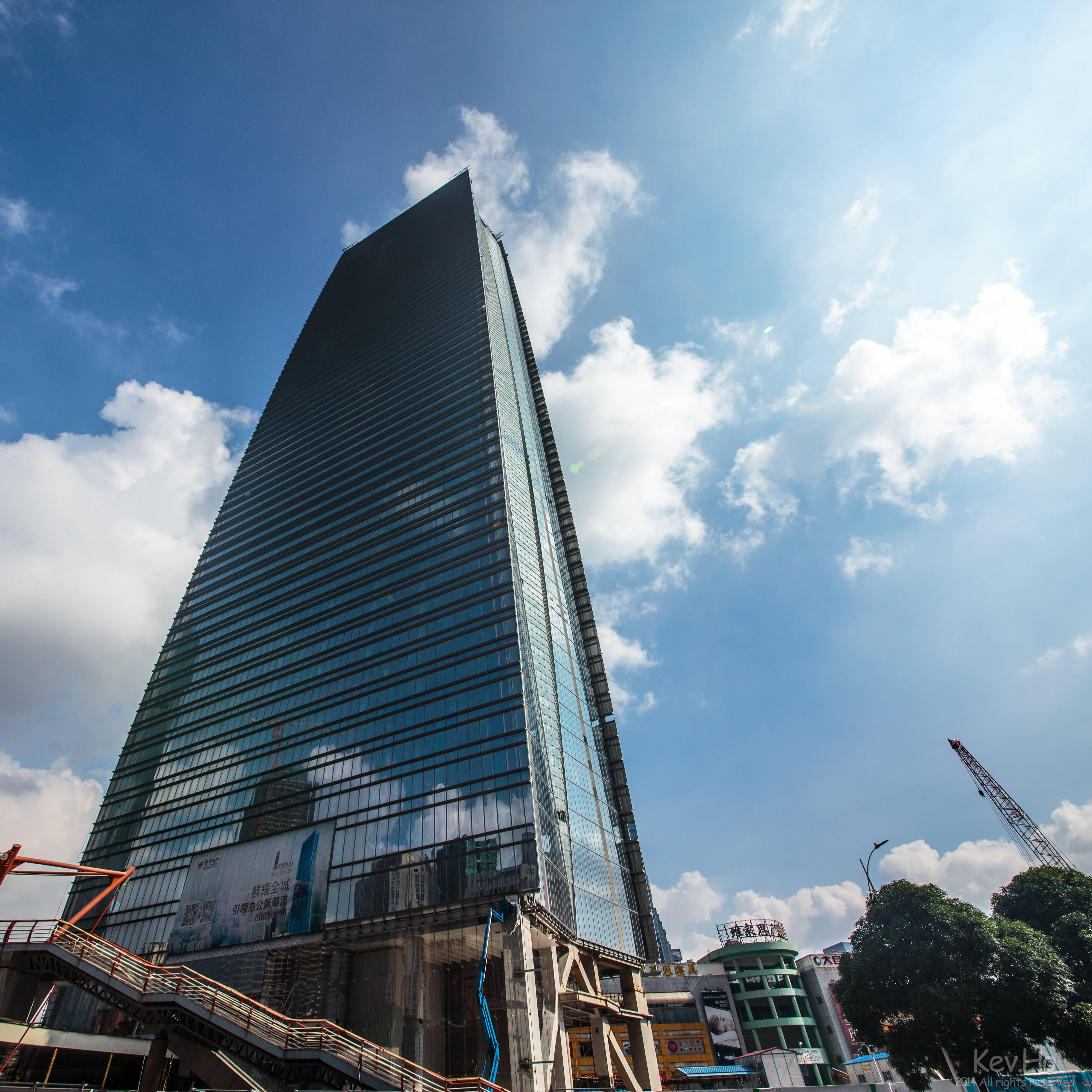
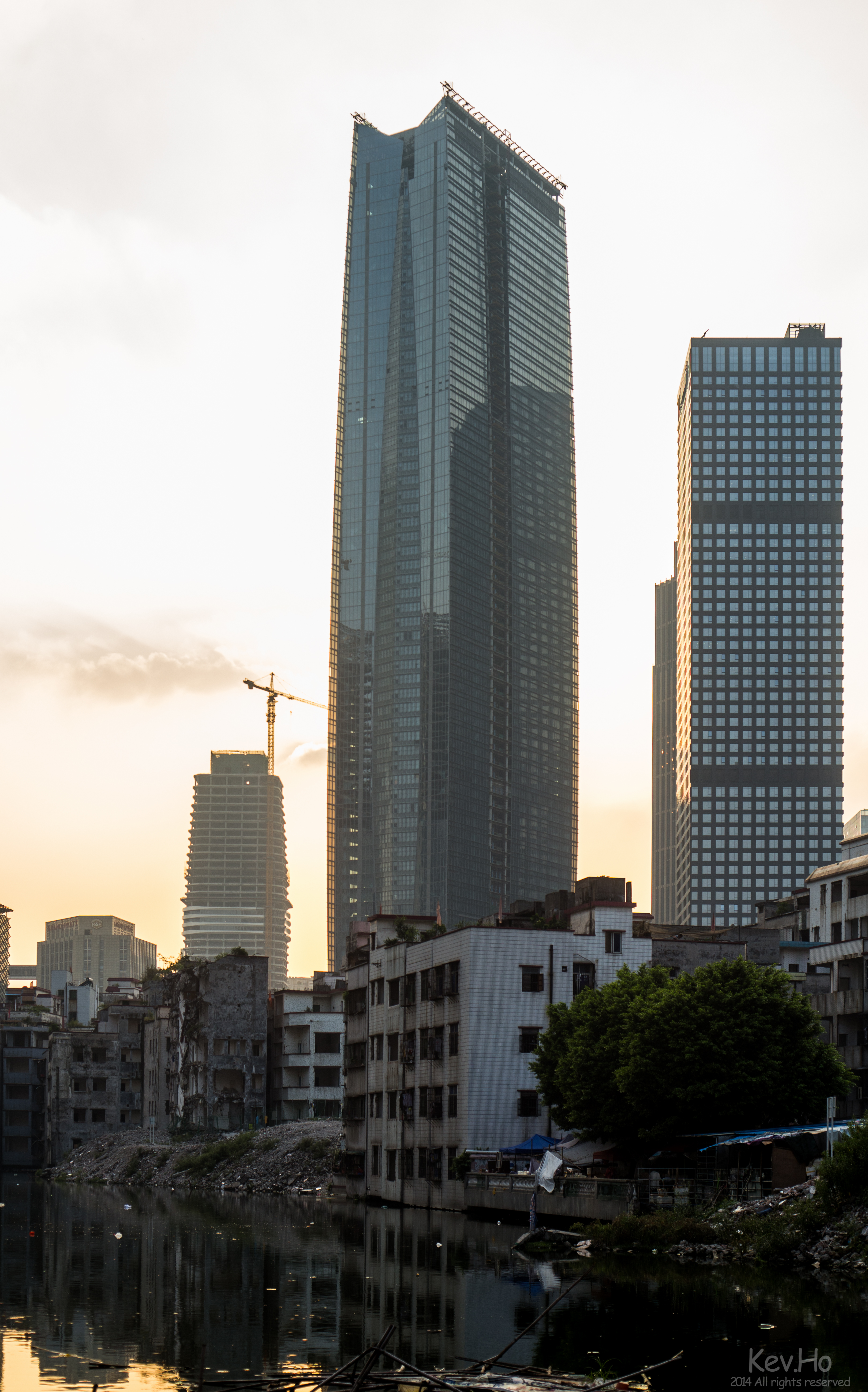